# Apache Hadoop
Apache Hadoop – otwarta platforma programistyczna napisana w języku Java przeznaczona do rozproszonego składowania i przetwarzania wielkich zbiorów danych przy pomocy klastrów komputerowych. Jest jednym z projektów rozwijanych przez fundację Apache. Wszystkie moduły Hadoop zostały zaprojektowane z założeniem, że awarie sprzętowe są rzeczą naturalną i powinny być automatycznie obsługiwane przez framework.
Apache Hadoop składa się z następujących modułów:
- Hadoop Common – biblioteki i narzędzia używane przez pozostałe moduły;
- Hadoop Distributed File System (HDFS) – rozproszony system plików[2];
- Hadoop YARN – platforma do zarządzania zasobami klastra;
- Hadoop MapReduce – implementacja paradygmatu MapReduce do przetwarzania dużych ilości danych.

Określenie Hadoop często jest używane nie tylko w odniesieniu do powyższych modułów, ale także do całego ekosystemu aplikacji, które mogą być używane w połączeniu z Hadoop: Apache Pig, Apache Hive, Apache HBase, Apache Phoenix, Apache Spark, Apache ZooKeeper, Cloudera Impala, Apache Flume, Apache Sqoop, Apache Oozie, Apache Storm.
Moduły MapReduce i HDFS zostały zainspirowane materiałami Google na temat ich implementacji MapReduce i ich rozproszonego systemu plików Google File System.
Jeszcze zanim osiągnął wydanie stabilne, był już wykorzystywany w poważnych zastosowaniach (Amazon, AOL, Facebook, Yahoo).
Autorami projektu są Doug Cutting oraz Mike Cafarella.